# Oncidium oblongatum
Oncidium oblongatum är en orkidéart som beskrevs av John Lindley. Oncidium oblongatum ingår i släktet Oncidium och familjen orkidéer. Inga underarter finns listade i Catalogue of Life.